# 奥利亚斯特罗-奇伦托
奥利亚斯特罗-奇伦托（義大利語：Ogliastro Cilento），是意大利萨莱诺省的一个市镇。总面积13平方公里，人口2262人，人口密度174.0人/平方公里（2009年）。ISTAT代码为065081。